# GR5 : into the wilderness
Pour les articles homonymes, voir GR5.
GR5 : into the wilderness est une série télévisée belge en huit épisodes de 50 minutes, créée par Gert Goovaerts et Lynnsey Peeters et diffusée du 22 mars au 10 mai 2020 sur Één.
Cette série est inédite dans tous les pays francophones.
Cette série a comme toile de fond le GR 5, un sentier de grande randonnée qui part de la mer du Nord (Hoek van Holland/Rotterdam aux Pays Bas) pour rejoindre la mer Méditerranée (Nice en France).

## Synopsis
Lisa, partie faire le GR5 toute seule, disparaît sans laisser de traces. Cinq ans plus tard, ses amis retracent son parcours pour comprendre ce qui lui est arrivé.

## Fiche technique
- Réalisateur : Jan Matthys
- Titre original : GR5
- Scénario : Gert Goovaerts, Lynnsey Peeters
- Musique : Jeroen Swinnen
- Directeur de la photographie : Richard Donnelly, Kris Vandegoor
- Durée : 8 × 50 minutes

## Distribution
- Violet Braeckman : Zoë Everaert
- Boris Van Severen : Michiel
- Laurian Callebaut : Ylena Janssens
- Indra Cauwels : Lisa Mahieu
- Lucas Van den Eynde : Piet Mahieu
- Viv Van Dingenen : Karen Mahieu
- Saïd Boumazoughe : Asim Lakdar
- Eric Godon : Pol Moreau
- Michai Geyzen : Bart
- Emiel Schevenhels : Storm
- Erico Salamone : Zakar
- Mostafa Benkerroum : Mohammed
- Yassine Chioukh : Jihadi
- Dorine Henning : Isabelle

## Épisodes
Les épisodes, sans titres, sont numérotés de un à huit.